# Sylvia Zimmermann
Sylvia Zimmermann (1940 circa) è un'ex sciatrice alpina svizzera.

## Biografia
Sciatrice polivalente originaria di Davos, Sylvia Zimmermann debuttò in campo internazionale in occasione delle SDS-Rennen 1961 (Grindelwald, 10-13 gennaio), dove si classificò 21ª nella discesa libera, 29ª nello slalom gigante, 26ª nello slalom speciale e 19ª nella combinata; nella stagione successiva ai Mondiali di Chamonix 1962 (10-18 febbraio), sua unica presenza iridata, si piazzò 23ª nella discesa libera e 29ª nello slalom gigante. Chiuse la carriera alla Coppa dei Paesi alpini 1965 (Davos, 9-15 febbraio); non prese parte a rassegne olimpiche.

## Palmarès

### Campionati svizzeri
- 4 medaglie:
  - 2 ori (slalom speciale, combinata nel 1963[5])
  - 1 argento (slalom gigante nel 1963[5])